# Begoña Vila
María Begoña Vila Costas (Vigo, 1963) é uma astrofísica espanhola especializada no estudo de galáxias.  Na actualidade reside em Washington DC e trabalha como engenheira de sistemas no centro de voo espacial Goddard.  É engenheira de sistemas na NASA do GSFC (Programa Geofísico, Geodinâmico e de Espaço Geodésico) do Fine Guidance Sensor (FGS), sensor que levará o telescópio espacial James Webb, além de ser a encarregada da prova fria final do grupo de instrumentos dantes de sua integração com o telescópio.
Em 2016 foi premiada pela NASA com a medalha "Exceptional Public Achievement Medal" que concede às pessoas alheias à organização mas que contribuem, de forma relevante, à missão da agência espacial norte-americana.
Vila é a encarregada de controlar que o telescópio espacial James Webb -sucessor do "Hubble"- tenha a máxima precisão na tomada de imagens depois do lançamento, a bordo de um foguete Ariane 5, na primavera de 2019.